# Mulchra
Mulchra (gruzínsky მულხრა) je řeka v západní Gruzii v kraji Samegrelo-Horní Svanetie. Je dlouhá 27 km. Povodí má rozlohu 435 km².

## Průběh toku
Stéká z jižního svahu hlavního kavkazského hřebenu. Zdrojem jsou ledovce, spodní voda, sníh a déšť. Protéká městem Mestia, kde se stéká s Mestiačalou, která je jejím pravým přítokem. Ústí do řeky Inguri jako její pravý přítok.